# Magaz de Pisuerga
Magaz de Pisuerga – gmina w Hiszpanii, w prowincji Palencia, w Kastylii i León, o powierzchni 27,84 km². W 2011 roku gmina liczyła 1097 mieszkańców.